# Juni 2020
Portal Geschichte | Portal Biografien | Aktuelle Ereignisse | Jahreskalender | Tagesartikel

◄ |
20. Jahrhundert |
21. Jahrhundert

◄ |
1990er |
2000er |
2010er |
2020er
| 2030er | 2040er

◄ |
2016 |
2017 |
2018 |
2019 |
2020
| 2021 | 2022 | 2023 | 2024 | ►

◄ |
März 2020 |
April 2020 |
Mai 2020 |
Juni 2020 |
Juli 2020 |
August 2020 |
September 2020 |
►
Dieser Artikel behandelt tagesbezogene Nachrichten und Ereignisse im Juni 2020.

## Tagesgeschehen

### Dienstag, 2. Juni 2020
- Berlin/Deutschland: Der US-amerikanische Botschafter Richard Grenell hat nach zweijähriger Amtszeit seinen Rücktritt erklärt.

### Mittwoch, 3. Juni 2020
- Nordmali: Antiterror-Kräfte der französischen Armee töten mit Unterstützung lokaler Partner den Anführer der al-Qaida im Maghreb, Abdelmalek Droukdel, sowie einige seiner engsten Verbündeten.[1]

### Freitag, 5. Juni 2020
- Basseterre/St. Kitts und Nevis: Parlamentswahl in St. Kitts und Nevis[2]

### Sonntag, 14. Juni 2020
- Frankfurt am Main/Deutschland: Der 1. FC Saarbrücken-Tischtennis wird zum ersten Mal Deutscher Meister.
- Kubinka/Russland: Die Hauptkirche der Streitkräfte Russlands wird eingeweiht.

### Montag, 15. Juni 2020
- Berlin/Deutschland: Die Reisewarnungen während der Covid-19-Pandemie werden für die 26 EU-Staaten und einige weitere wieder aufgehoben und durch individuelle Reisehinweise ersetzt, weitere Reisewarnungen bleiben jedoch bestehen.[3]
- Hollywood/Vereinigte Staaten: Aufgrund der Covid-19-Pandemie verschiebt die Academy of Motion Picture Arts and Sciences die Oscarverleihung 2021 auf den 25. April 2021.

### Dienstag, 16. Juni 2020
- Budapest/Ungarn: Das ungarische Parlament beschließt, den wegen der Corona-Krise verhängten Notstand aufzuheben.
- Frankfurt am Main/Deutschland: Vor dem Oberlandesgericht Frankfurt am Main beginnt der Prozess im Mordfall Walter Lübcke.
- Berlin/Deutschland: Deutschland führt eine Corona-Warn-App ein.
- Bremen, München/Deutschland: Der FC Bayern München wird nach einem 1:0-Sieg gegen den SV Werder Bremen zum 8. Mal in Folge und insgesamt 30. Mal Deutscher Meister.

### Mittwoch, 17. Juni 2020
- Klagenfurt/Österreich: Eröffnung der 44. Tage der deutschsprachigen Literatur[4]
- Koralmtunnel/Österreich: Durchschlag in der Nordröhre.[5]

### Samstag, 20. Juni 2020
- In der Nacht zu Sonntag kommt es zu Ausschreitungen und Plünderungen in Stuttgart.

### Sonntag, 21. Juni 2020
- Klagenfurt/Österreich: Im Rahmen der 44. Tage der deutschsprachigen Literatur wird der Ingeborg-Bachmann-Preis verliehen.[4]
- Belgrad/Serbien: Die Parlamentswahl in Serbien gewinnt die konservative Regierungspartei Serbische Fortschrittspartei.[6]

### Dienstag, 23. Juni 2020
- Lilongwe/Malawi: Die Präsidentschaftswahl in Malawi gewinnt Lazarus Chakwera.

### Mittwoch, 24. Juni 2020
- Ulaanbaatar/Mongolei: Die Parlamentswahl in der Mongolei gewinnt die Regierungspartei Mongolische Volkspartei.[7]

### Samstag, 27. Juni 2020
- Dublin/Irland: Micheál Martin (Fianna Fáil) wird zum Taoiseach (irischen Premierminister) gewählt.
- Reykjavík/Island: Die in gestaffelten Wahlgängen erfolgte Präsidentschaftswahl in Island gewinnt der bisherige Amtsinhaber Guðni Th. Jóhannesson.[8]

### Sonntag, 28. Juni 2020
- Steiermark/Österreich: In 285 Gemeinden finden Gemeinderatswahlen statt. Ausgenommen von dieser Wahl ist die Landeshauptstadt Graz, wo zuletzt 2017 gewählt wurde.[9]

### Dienstag, 30. Juni 2020
- Fessenheim/Frankreich: Im Kernkraftwerk Fessenheim wird der Reaktorblock Fessenheim II stillgelegt.
- Washington, D.C./Vereinigte Staaten: Präsident Donald Trump ordnet auf Vorschlag des Pentagon an, 9.500 der insgesamt 34.500 in Deutschland stationierten US-Soldaten abzuziehen.[10] Sie sollen zum Teil nach Polen verlegt werden.[11]

## Weblinks

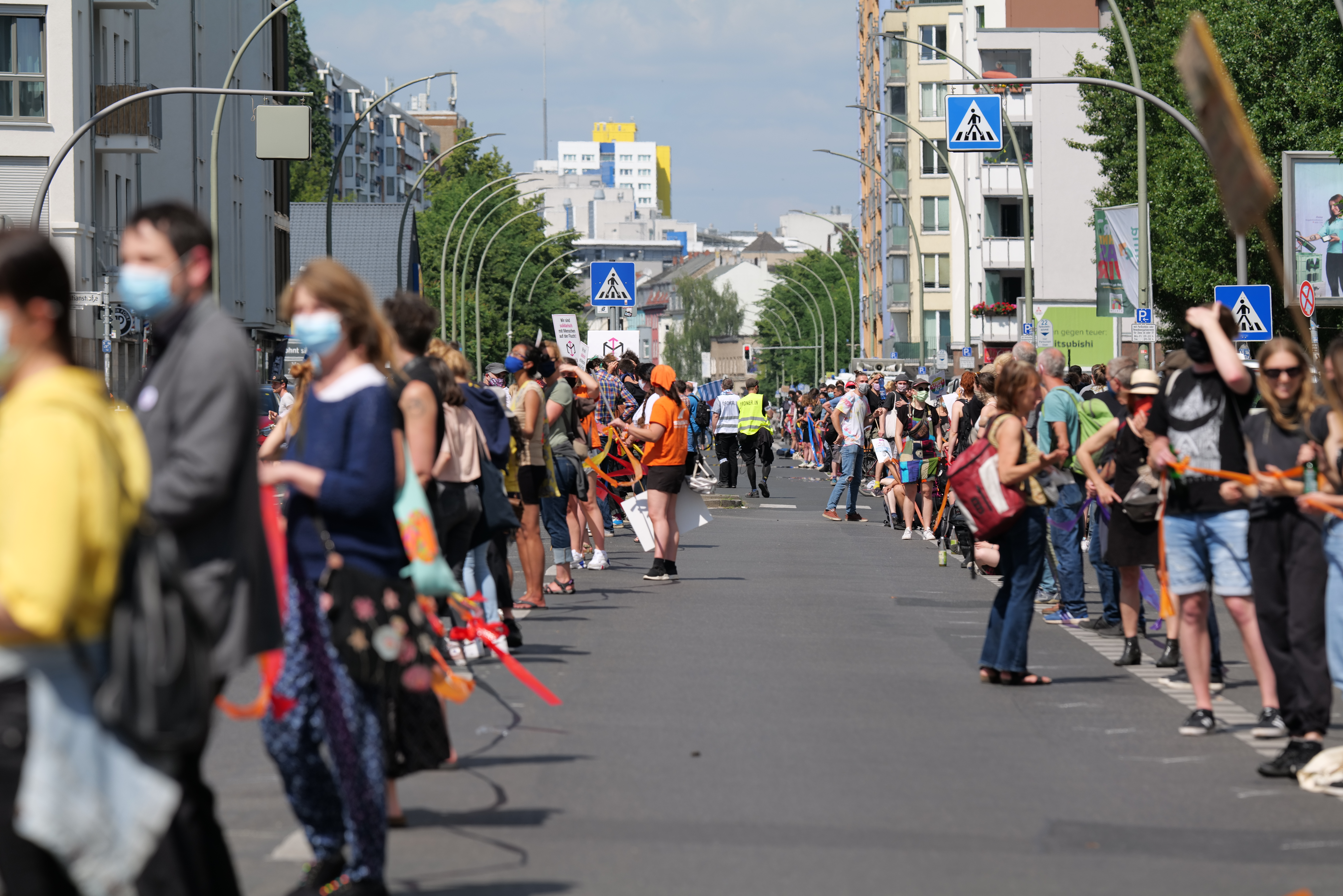
Menschenkette des Unteilbar Bündnisses für Solidarität am 14. Juni in Berlin